# Urtica aucklandica
Urtica aucklandica är en nässelväxtart som beskrevs av Joseph Dalton Hooker. Urtica aucklandica ingår i släktet nässlor, och familjen nässelväxter. Inga underarter finns listade i Catalogue of Life.